# Crécerelle
Pour le drône nommé le Crécerelle, voir Sagem Crécerelle.
Ne doit pas être confondu avec Crécelle.
Taxons concernés
Genre :
- Falco (dont les crécerelles)modifier

Les crécerelles sont un regroupement informel de faucons (genre Falco), des rapaces diurnes de la famille des Falconidés. Le terme « crécerelle » est un nom vernaculaire qui ne correspond pas à un taxon biologique exact.
Leur nom leur vient de leur cri qui rappelle le son de la crécelle. Elles se caractérisent notamment par leur petite taille et leur méthode de chasse, consistant à pratiquer le vol stationnaire au‑dessus de leur proie et à piquer vers elle à grande vitesse.

## Liste des espèces concernées
- Falco alopex  –  Crécerelle renard (Afrique centrale)
- Falco araea –  Crécerelle des Seychelles (endémique des Seychelles)
- Falco cenchroides  –  Crécerelle d'Australie (Australie et Nouvelle-Guinée)
- Falco moluccensis  –  Crécerelle des Moluques (Indonésie)
- Falco newtoni  –  Crécerelle malgache (Madagascar, Mayotte, les Comores)
- Falco punctatus  –  Crécerelle de Maurice (endémique de l'île Maurice)
- Falco rupicoloides  –  Crécerelle aux yeux blancs (Afrique australe et orientale)
- Falco sparverius  –  Crécerelle d'Amérique * (Amériques du Nord et du Sud)
- Falco naumanni –  Faucon crécerellette ou Crécerelle de Naumann
- Falco tinnunculus  –  Faucon crécerelle (Eurasie et Afrique) ou Crécerelle
- † Falco duboisi  –  Crécerelle de la Réunion (autrefois endémique de La Réunion, espèce  aujourd'hui éteinte)

Autres espèces de faucons qui sont nommées en anglais kestrel (crécerelle) par leur nom normalisé :

(parfois appelées grey kestrels soit les crécerelles grises, elles sont considérées comme atypiques)
- Falco ardosiaceus –  le Faucon ardoisé * (Afrique centrale) nommée grey kestrel
- Falco dickinsoni –  le Faucon de Dickinson * (Afrique centrale), nommée Dickinson's kestrel
- Falco zoniventris –  le Faucon à ventre rayé (endémique de Madagascar) nommée banded kestrel.

Les espèces marquées d'un astérisque sont placées en-dehors d'un clade regroupant les autres espèces selon les analyses phylogénétiques (cf. la section Phylogénie pour plus de détails).

## Taxonomie
La majorité des crécerelles de l'Ancien Monde a été classée au sein du sous-genre Tinnunculus, caractérisée par une forme classique de crécerelle et un plumage roux, tandis que les trois espèces au plumage gris appelées kestrel en anglais, toutes trois originaires d'Afrique, ont été placées dans le sous-genre Dissodectes,.

## Phylogénie
Des analyses génétiques montrent que ces espèces ne sont pas toutes absolument apparentées.

Si les premières études ont révélé que la quasi-totalité des crécerelles de l'Ancien Monde formeraient bien un groupe distinct placée à la base du genre Falco (au coté de Falco zoniventris, la crécerelle grise endémique de Madagascar), elles montrent aussi que la Crécerelle d'Amérique serait en-dehors de ce groupe, ce qui était attendu vu sa morphologie et son comportement. Elle y est placée soit auprès du Faucon aplomado avec lequel elle partagerait un ancêtre avec les faucons à pattes rouges (Faucon kobez et Faucon de l'Amour) et elle constituerait un exemple de convergence évolutive, ou soit à la base de tout le genre des Falco. Le Faucon de Dickinson y est quant à lui rapproché du Faucon de Nouvelle-Zélande,.

Les dernières études ont confirmé la monophylie d'un groupe distinct incluant la Falco zoniventris, en rapprochant le Faucon ardoisé et le Faucon de Dickinson du Faucon émerillon. Elles ont aussi confirmé la position basale de la Crécerelle américaine parmi les faucons, mais en la rapprochant cette fois plus des autres faucons que du clade des vraies crécerelles.

Des analyses plus poussées reste nécessaires pour confirmer l'arbre phylogénétique des faucons.

## Description

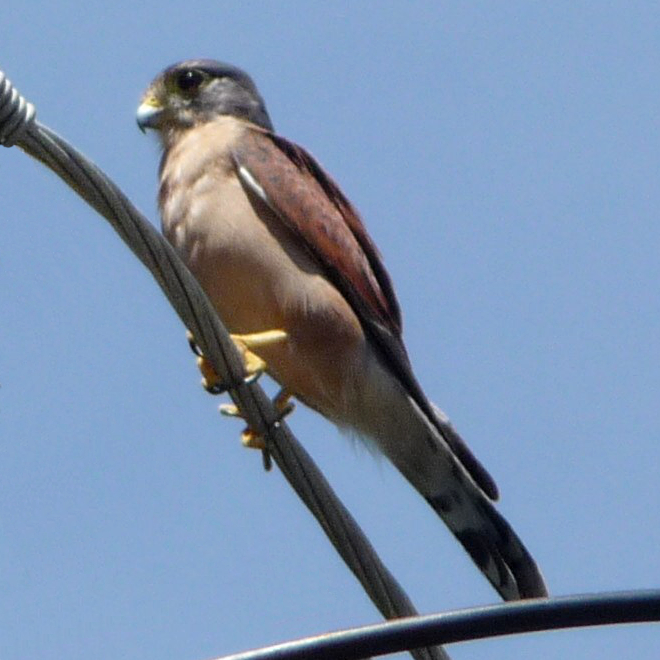
Crécerelle des Seychelles, le plus petit faucon

Il n'existe pas de critère tranché permettant de définir en quoi une crécerelle se distingue des autres petits faucons.
Les crécerelles grises ne pratiquent qu'infréquemment le vol stationnaire « en Saint-Esprit », la Crécerelle renard et la Crécerelle de Maurice pas du tout et même les crécerelles typiques s'y adonnent peu à certaines époques de l'année.
Sur le plan morphologique, les crécerelles sont parfois décrits comme ayant des ailes relativement courtes par rapport aux autres faucons. De fait, les crécerelles possèdent des tailles variables, allant de 148 mm de longueur d'aile pour le mâle de la Crécerelle des Seychelles, le plus petit des faucons, jusqu'à 280 mm chez les deux sexes pour la Crécerelle renard. Leur  longueur d'aile atteint 60 à 70 % de la longueur de la queue, soit un ratio plus faible que la plupart des faucons prédateurs d'oiseaux. Le faucon le plus proche des crécerelles en taille et en morphologie est le Faucon chicquera, qui vit en Inde et en Afrique, et qui est parfois présenté comme un membre du groupe des crécerelles. Les crécerelles présentant la plus grande déviation au standard sont la Crécerelle renard, de grande taille et aux ailes longues, et la Crécerelle des Seychelles, de petite taille mais présentant la silhouette typique. En revanche, les crécerelles grises présentent une silhouette très similaire aux crécrelles du sous-groupe Tinnunculus.
Les crécerelles sont parfois décrites comme possédant des doigts relativement courts. Leur doigt médian atteint 60 à 70 % de la longueur de leur tibiotarse, alors que ce ratio est de 80 à 100 % chez les faucons prédateurs d'oiseaux, mais la séparation n'est pas aussi nette qu'avec le critère précédent. Sur ce plan, les faucons à pattes rouges (Faucon kobez et Faucon de l'Amour) sont bien différents des crécerelles, avec des doigts beaucoup plus longs.

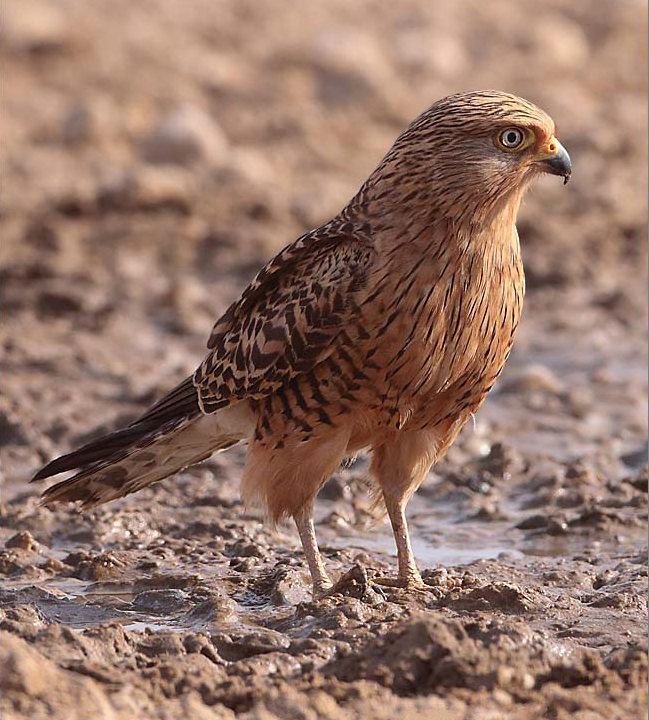
Crécerelle aux yeux blancs au parc transfrontalier de Kgalagadi, entre l'Afrique du sud et le Botswana

La couleur du plumage est un critère assez peu efficace, car elle est assez variable parmi les espèces étroitement apparentées. Le Faucon ardoisé, le Faucon de Dickinson et le Faucon à ventre rayé se distinguent par leur plumage gris des crécerelles du sous-groupe Tinnunculus, au plumage roux, mais ils ne sont étroitement apparentés à aucun autre petit faucon et leur silhouette est plus proche de celle des crécerelles que de celle des hobereaux, des émerillons ou des faucons à pattes rouges.
Le dimorphisme sexuel du plumage est plus fréquent chez les crécerelles que chez les autres faucons. Parmi les crécerelles rousses, le Faucon crécerelle, le Faucon crécerellette et la Crécerelle d'Australie présentent un tel dimorphisme. Chez la Crécerelle des Seychelles et la Crécerelle malgache, le plumage ressemble au type mâle du Faucon crécerelle, tandis que chez la Crécerelle des Moluques, la Crécerelle renard, la Crécerelle aux yeux blancs et la Crécerelle de Maurice, il ressemble au type femelle. Chez six des sept espèces dimorphiques, les juvéniles ressemblent aux femelles. L'exception est la Crécerelle d'Amérique, où les juvéniles de chaque sexe ont un plumage bien distinct. Parmi les espèces non dimorphiques, les jeunes ressemblent aux adultes. En d'autres termes, les jeunes possèdent un plumage de type femelle chez toutes les espèces de crécerelles, sauf une.

## Histoire fossile
Les données manquent sur l'histoire fossile des rapaces du genre Falco, en raison de la conservation médiocre 
des restes osseux. Deux paléo-espèces sont proches du Faucon crécerelle : Falco bakalovi, un faucon du Pliocène tardif découvert à Varchets, dans l'ouest de la Bulgarie, et Falco bulgaricus, un faucon du Miocène tardif découvert à Khadjidimovo, dans le sud-ouest de la Bulgarie, mais ils ne sont connus que par un nombre limité d'ossements isolés. Un squelette à peu près complet et articulé de falconidé fossile a  toutefois été découvert dans le bassin de Linxia, au nord-ouest de la Chine. Daté du Miocène tardif, il a été classifié comme  Falco hezhengensis. Selon ses découvreurs, il forme un groupe sœur du Faucon crécerelle et de la Crécerelle à yeux blancs et suggère une divergence entre crécerelles et Faucon pèlerin au Miocène tardif.

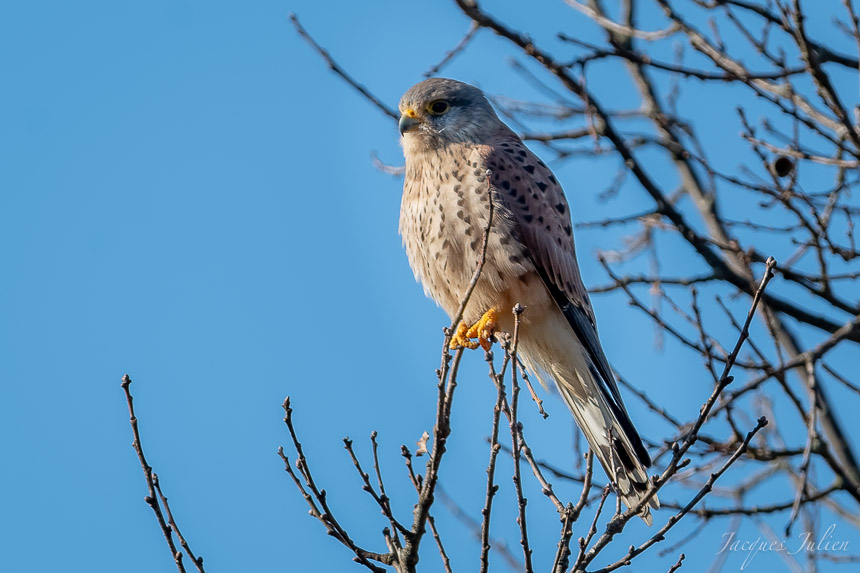
Faucon crécerelle au bois de Vincennes